# 巴特沃梅伊·德龍戈夫斯基
巴特沃梅伊·德龙戈夫斯基（波蘭語：Bartłomiej Drągowski，發音：[barˈtwɔmjɛj drɔŋˈɡɔfskʲi]；1997年8月19日—）是一位波蘭職業足球選手，在場上的位置是守門員。現效力於希臘足球超級聯賽球隊彭拿典奈高斯。德隆哥夫斯基在2016年7月4日和佛罗伦萨簽約。他也代表波蘭國青隊參加比賽。

## 外部連結
- 90minut.pl网站上巴特沃梅伊·德龍戈夫斯基的资料（波兰語）
- Soccerway資料庫：巴特沃梅伊·德龍戈夫斯基